# 台温泉
台温泉（だいおんせん）は、岩手県花巻市（旧国陸奥国、明治以降は陸中国）花巻温泉郷にある温泉。

## 泉質
- 単純硫黄泉
- 含硫黄 - ナトリウム - 硫酸塩・硫化物泉
- ナトリウム - 塩化物・硫酸塩泉

## 温泉街
台川沿いの谷間に約20件の旅館がひしめくように建っている。しかし、廃業した旅館も多く、廃墟となっているものもある。その中にある中嶋旅館は、宮大工によって造られた四層の純和風建築の外観が有名である。旅館のほかに、数軒の商店がある。
最寄りの金融機関としては、台温泉簡易郵便局がある。2006年5月16日より一時閉鎖となっていたが、2008年11月17日より現在地に移転して業務を再開している。他の金融機関のATMはない。
台温泉の温泉街からは外れるが、花巻温泉と台温泉のほぼ中間に岩手医科大学附属花巻温泉病院と調剤薬局があった。

## 歴史
開湯伝説では、約1200年前に坂上田村麻呂が発見されたとされる。但し、史実では約600年前の開湯とされている。
南部藩藩主も度々訪れたことがある。
なお、花巻温泉は、ここからの引湯で造られた温泉地であるが、現在はボーリングにより独自の源泉を確保している。

## アクセス
- 東北本線花巻駅より岩手県交通バス利用。
  - ｢[温1][温2]　花巻温泉線・台温泉｣行で約30分。｢台温泉｣終点下車。
- 東北自動車道花巻I.Cより車で約10分。